# Nobuhiro Ueno
Nobuhiro Ueno (上野 展裕 Ueno Nobuhiro?), född 26 augusti 1965, är en japansk tidigare fotbollsspelare.
I december 1988 blev han uttagen i japans trupp till Asiatiska mästerskapet i fotboll 1988.